# Saint sépulcre de la cathédrale de Strasbourg
Le saint sépulcre de la cathédrale de Strasbourg est un saint sépulcre monumental construit au XIVe siècle dans la chapelle Sainte-Catherine de la cathédrale de Strasbourg. Les fragments du monument, détruit au XVIIe siècle, ont permis la reconstitution du sarcophage, qui est exposée de manière permanente au Musée de l’Œuvre Notre-Dame de Strasbourg, tandis que des éléments du décor architectural se trouvent dans les collections de la Fondation de l’Œuvre Notre-Dame et qu’il subsiste à l’emplacement d’origine une partie du décor peint.

## Historique

### Construction
Le saint sépulcre est construit simultanément à la chapelle Sainte-Catherine fondée par l’évêque Berthold de Bucheck en 1331 afin de servir de chapelle funéraire devant abriter son propre tombeau. Les travaux, dirigée par maître Gerlach, tardent cependant à démarrer et ne semblent avoir été réellement engagés qu’au début des années 1340. La chapelle est consacrée en 1349, mais il est possible que le chantier était déjà en grande partie, voire totalement achevé en 1345.
Il existe déjà à cette époque un saint sépulcre, qui a été construit au XIIIe siècle dans le bras sud du transept, à proximité du pilier du chœur. Celui-ci a lui-même eu un prédécesseur, dont rien n’est connu à part l’existence. D’après les chroniqueurs, Berthold de Bucheck, constatant que son tombeau juste achevé était plus beau que celui du Christ, aurait décidé de le transformer en saint sépulcre et de se faire construire un autre tombeau plus simple. Si cette histoire est probablement inventée, les fouilles archéologiques ayant montré que le monument n’a jamais été conçu comme une tombe, d’autres détails évoqués dans la chronique indiquent  que le saint sépulcre était probablement déjà achevé en 1349 et dans tous les cas au plus tard à la mort de l’évêque en 1351.

### Destruction
Il reste en place jusqu’au début du XVIe siècle, lorsque les idées de la Réforme protestante mettent fin à la paraliturgie de la semaine pascale. Il semble cependant avoir échappé aux destructions accompagnant la conversion de la cathédrale au culte protestant, car il est encore mentionné sur le plan dressé en 1643 par Jean-Jacques Arhardt. Il ne survit toutefois guère au-delà de cette date : lorsque la cathédrale est rendue au culte catholique en 1681, d’importantes transformations sont entreprises pour l’adapter aux doctrines de la Contre-Réforme. En particulier, une chapelle dédiée au Saint-Sépulcre est fondée en 1682 sous le chœur et le Mont des Oliviers qui se trouvait dans la chapelle aux côtés du saint sépulcre y est déplacé. Il n’est toutefois pas question du déménagement du monument, qui n’existe probablement déjà plus à ce moment, des fragments de celui-ci ayant été trouvés dans le remblai réalisé pour surélever le chœur en 1681. Il n’est d’ailleurs pas exclu que le saint sépulcre ait pu être démonté dès 1666, ses morceaux étant ensuite réemployés au fur et à mesure.
Une partie des fragments sont découverts lors de nouveaux travaux d’aménagement du chœur dans les années 1840. Parmi ceux-ci figurent peut-être les dalles représentant les gardiens du tombeau, qu’Eugène Delacroix dessine lors de son passage à Strasbourg en 1855. Les éléments de décor architectural identifiés dans les collections de la Fondation de l’Œuvre Notre-Dame en janvier 1993 ont probablement également été exhumés à ce moment. En 1898, l’architecte de la cathédrale Johann Knauth fait effectuer des fouilles dans la chapelle Sainte-Catherine, qui permettent de mettre au jour les fondations du saint-sépulcre, puis, quelques années plus tard, en 1905, les fragments figurés sont réassemblés et complétés de parties reconstituées en plâtre par le sculpteur Édouard Bourjat,. Les restes des peintures murales ayant orné à l’origine le fond de la niche ne sont découvertes qu’en 1982 pendant la restauration de la chapelle Sainte-Catherine.

## Description
Bien que le saint sépulcre de la cathédrale ne soit conservé que sous la forme d’un nombre réduit de fragments, il est possible d’avoir une idée assez précise de son aspect original. L’élément central du monument est un sarcophage dont chaque face est ornée de hauts-reliefs représentant les gardiens du tombeau du Christ, qui sont montrés soit endormis, soit brutalement réveillés, comme s’ils étaient surpris au moment de la Résurrection. Ils sont représentés en armes et vêtus d’armures en usage au XIVe siècle.
Une dalle latérale, dont on ignore si elle se trouvait à gauche ou à droite, montre deux soldats : celui de gauche crie et pointe du doigt le haut de la dalle en secouant son compagnon encore endormi ; celui-ci semble péniblement se réveiller et essaie de se relever en s’agrippant au cadre de la dalle. L’avant du sarcophage montre trois gardiens, chacun dans un panneau rectangulaire : celui du centre est en position assise, endormi avec la tête reposant dans ses bras croisés sur ses genoux ; ceux des panneaux latéraux semblent chuter en arrière, comme s’ils avaient été projetés par une force invisible. Une statue du Christ mort se trouve sur la partie supérieure de la dalle. Il est représenté allongé, vêtu seulement d’un périzonium et la tête reposant sur un support. Il n’est pas totalement certain que cette statue en particulier est bien celle d’origine, mais dans le cas contraire une représentation très similaire occupait le même espace.
Le sarcophage était placé à l’origine sous un baldaquin, donnant à l’ensemble un aspect général similaire au tombeau de Conrad de Lichtenberg situé dans la chapelle Saint-Jean-Baptiste, avec trois travées ouvrant sur la chapelle par des arcatures coiffées de gâbles. Ces gâbles, dont les fragments ont été retrouvés, ont des remplages identiques à ceux des baies de la chapelle Sainte-Catherine. Le fond de la niche était ornée de peintures murales montrant des anges déployant une tenture rayée de bandes horizontales de différentes nuances de rouge et rehaussées par endroit de dorures.

## Fonction
Les sources textuelles montrent que les saints sépulcres avaient à la cathédrale de Strasbourg une fonction paraliturgique depuis au moins le XIIe siècle. Ainsi, le Coutumier de Baldolf, un texte rédigé à la fin du XIIe siècle, décrit le jeu liturgique autour du saint sépulcre pendant la semaine pascale : une croix y était déposée le vendredi saint et le monument était couvert d’un suaire. Le dimanche de Pâques, des prêtres déguisés en saintes Femmes s’y rendait en procession et présentaient le sarcophage vide et le suaire aux fidèles.
Le saint sépulcre de la chapelle Sainte-Catherine ne semble toutefois pas avoir initialement repris ce rôle paraliturgique. En effet, l’Ordinaire de Closener, un texte liturgique très précis rédigé dans la deuxième moitié du XIVe siècle détaille bien des cérémonies s’appuyant sur le saint sépulcre, mais celui-ci se trouve dans la chapelle Saint-André — peut-être s’agissait-il d’une structure temporaire.
À cette date, le saint sépulcre de la chapelle Sainte-Catherine semble donc avoir un simple rôle d’image de dévotion, aucun texte ne mentionnant un rôle liturgique. La présence d’une telle image est à remettre dans le contexte de la construction de la chapelle Sainte-Catherine comme chapelle funéraire de Berthold de Bucheck : en y ajoutant le tombeau du Christ, l’évêque fait un parallèle avec son propre tombeau. Il pourrait ainsi s’agir du premier saint sépulcre sans rôle paraliturgique, premier pas dans la transition entre les saints sépulcres monumentaux et les Mises au tombeau monumentales qui se développent au XVe siècle.